# 哈根巴赫河 (阿爾特米爾河支流)
49°18′20.51″N 10°23′51.17″E / 49.3056972°N 10.3975472°E
哈根巴赫河是德國的河流，位於該國東南部，由巴伐利亞負責管轄，屬於阿爾特米爾河的右支流，河道全長14.6公里，流域面積34.7平方公里，發源自蓋布薩特爾。